# At the Blackhawk
At the Blackhawk ist ein Album von Thelonious Monk. Die Aufnahmen, die bei einem Auftritt im Jazzclub Black Hawk, San Francisco am 29. April 1960 entstanden waren, erschienen 1960 als Langspielplatte bei Riverside Records und erstmals 1997 als Compact Disc in der Reihe Original Jazz Classics.

## Hintergrund
Das 1960er-Quartett von Thelonious Monk (zu dem auch der Tenorsaxophonist Charlie Rouse, der Bassist John Ore und (für kurze Zeit) der Schlagzeuger Billy Higgins gehörten) wird in dieser Live-Session von zwei Gästen ergänzt: dem Trompeter Joe Gordon und den Tenorsaxophonisten Harold Land.
Monks zweiwöchiges Engagement im Blackhawk erwies sich als recht erfolgreich, sehr zur Überraschung des Clubbesitzers. Ursprünglich war eine Session geplant gewesen, bei der Monk mit dem Schlagzeuger Shelly Manne spielen sollte, schrieb Thomas Fitterling. Joe Gordon spielte zu dieser Zeit in Mannes Band (Shelly Manne & His Men at The Black Hawk, 1959); der Saxophonist Harold Land wurde in San Francisco hinzugezogen. „Doch bei der Probe schlug die musikalische Begegnung Monk/Manne keine richtigen Funken, und so entschied man, das reguläre Quartett, zu dem Billy Higgins gehörte, mit den beiden Gastbläsern an einem Abend des regulären Monk-Gastspiels im Blackhawk in San Francisco aufzunehmen.“

## Titelliste

### Original-LP
Thelonious Monk Quartet Plus Two – At the Blackhawk (Riverside Records – RLP 12-323 (mono)/1171 (stereo))

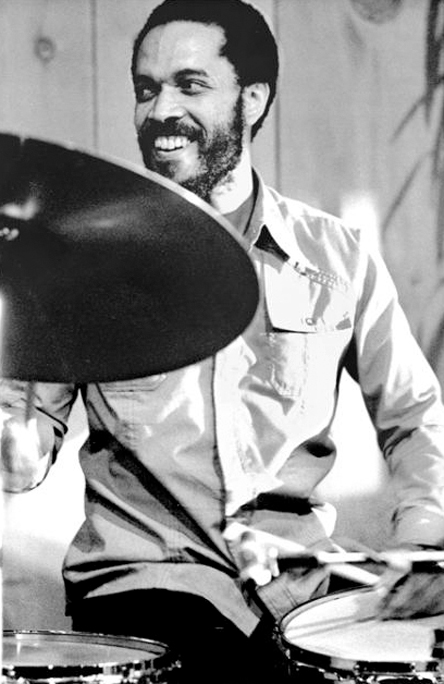
Billy Higgins (1978)

A1 Let’s Call This (Monk) – 8:32
A2 Four in One (Monk) – 8:37
A3 I’m Getting Sentimental Over You (George Bassman, Ned Washington) – 6:07
B1 Worry Later (Monk) – 9:09
B2 ’Round Midnight (Cootie Williams, Th. Monk, Bernie Hanighen) – 12:06
B3 Epistrophy (Closing Theme) (Monk) – 2:00

### CD-Edition
Thelonious Monk Quartet Plus Two – At the Blackhawk (Riverside Records – 00025218630528, Original Jazz Classics – 00025218630528, Universal Music Group – 00025218630528)
1. Let’s Call This – 8:33
2. Four in One – 8:41
3. I’m Getting Sentimental Over You (George Bassman, Ned Washington) – 6:14
4. Epistrophy (Monk, Kenny Clarke) – 6:41
5. Evidence – 7:09
6. San Francisco Holiday (Worry Later) – 9:10
7. ’Round Midnight – 12:07
8. Epistrophy (closing theme) – 0:59

## Rezeption
Scott Yanow verlieh dem Album in Allmusic 4½ (von fünf) Sterne und meinte, die weiteren Musiker würden den Auftritt bereichern; sie fügen einige überraschende Momente hinzu, die ansonsten eine konventionelle, aber immer noch temperamentvolle Live-Session gewesen wäre.
Nach Ansicht von Thomas Fitterling ist diese letzte von Orrin Keepnews für Riverside produzierte Monk-Platte nicht auf der konzeptionellen Höhe der übrigen Riverside-Produktionen von Monk. „Man merkt es den Aufnahmen an, dass die Gastspieler [Harold Land und Joe Gordon] nur in Eile von Charlie Rouse in den Monk-Themen unterwiesen werden konnten. Sie schlagen sich tapfer, wenn auch ohne imaginative Höhenflüge in ihren Soli. Die Möglichkeiten der Sextettbesetzung bleiben in den Themenarrangements ungenutzt, und so hat die Platte den Charakter einer Blowing Session über Monktitel.“

## Editorischer Hinweis
Die beiden Titel „San Francisco Holiday [Worry Later]“ und „Just You, Just Me“, die am Vortag des Black Hawk-Auftritts mit Shelly Manne entstanden waren, erschienen in Japan in der Kompilation Thelonious Monk - The complete Riverside recordings (Riverside VIJ-5102-23, Riv 15RCD-022-2 [CD]).